# Châtillon-sur-Cher
Pour les articles homonymes, voir Châtillon.
Châtillon-sur-Cher est une commune française située dans le département de Loir-et-Cher en région Centre-Val de Loire.
Localisée au sud du département, la commune fait partie de la petite région agricole « les Plateaux bocagers de la Touraine méridionale », regroupant des milieux très hétérogènes, plateau dénudé de Pontlevoy, vallée du Cher bordée de coteaux de vignes et aspects de gatine au-delà. Elle est drainée par le canal de Berry, la Sauldre, le Cher (4,88 km), le Fouzon (0,285 km) et par divers petits cours d'eau.
L'occupation des sols est marquée par l'importance des espaces agricoles et naturels qui occupent la quasi-totalité du territoire communal. Plusieurs espaces naturels d'intérêt sont présents dans la commune : trois espaces protégés, deux sites natura 2000, trois zones naturelles d'intérêt écologique, faunistique et floristique (ZNIEFF) et un espace naturel sensible,  En 2010, l'orientation technico-économique de l'agriculture dans la commune est la culture des céréales et des oléoprotéagineux. À l'instar du département qui a vu disparaître le quart de ses exploitations en dix ans, le nombre d'exploitations agricoles a fortement diminué, passant de 64 en 1988, à 47 en 2000, puis à 24 en 2010.
Le patrimoine architectural de la commune comprend un édifice porté à l'inventaire des monuments historiques : le pont-canal sur la Sauldre.

## Géographie

### Localisation et communes limitrophes
La commune de Châtillon-sur-Cher se trouve au sud du département de Loir-et-Cher, dans la petite région agricole des Plateaux bocagers de la Touraine méridionale,. À vol d'oiseau, elle se situe à 37,1 km  de Blois, préfecture du département, à 21,3 km de Romorantin-Lanthenay, sous-préfecture, et à 9,3 km de Saint-Aignan, chef-lieu du canton de Saint-Aignan dont dépend la commune depuis 2015. La commune fait en outre partie du bassin de vie de Selles-sur-Cher.
Les communes les plus proches sont : Meusnes (2,8 km), Selles-sur-Cher (4,7 km), La Vernelle (4,8 km) (Indre), Couffy (4,8 km), Billy (5,3 km), Lye (5,4 km) (Indre), Méhers (6,5 km), Fontguenand (7,1 km) (Indre) et Noyers-sur-Cher (7,2 km).

### Paysages et relief
Dans le cadre de la Convention européenne du paysage, adoptée le 20 octobre 2000 et entrée en vigueur en France le 1er juillet 2006, un atlas des paysages de Loir-et-Cher a été élaboré en 2010 par le CAUE de Loir-et-Cher, en collaboration avec la DIREN Centre (devenue DREAL en 2011), partenaire financier. Les paysages du département s'organisent ainsi en huit grands ensembles et 25 unités de paysage,. La commune fait partie de l'unité de paysage du « Cher de Saint-Aignan », au sein de l'ensemble de « la vallée du Cher ».
Large de deux à trois kilomètres, la vallée du  Cher autour de Saint-Aignan est irrégulièrement bordée de coteaux festonnés, formant des ondulations plus ou moins amples à la manière d'un drapé.
L'altitude du territoire communal varie de 67 mètres à 118 mètres,.

### Hydrographie

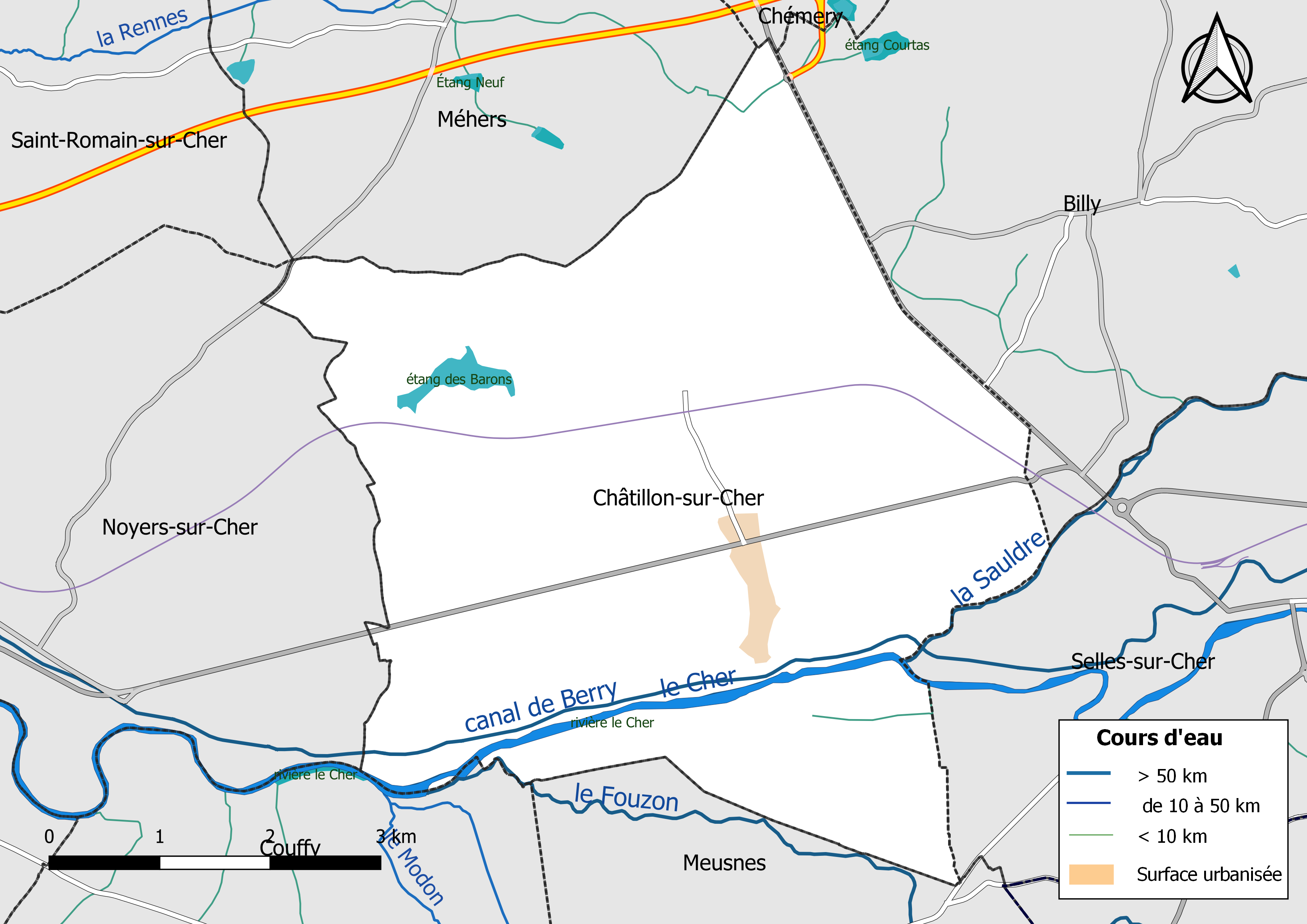
Réseau hydrographique de Châtillon-sur-Cher.

La commune est drainée par le canal de Berry (5,252 km), la Sauldre (0,064 km)le Cher (4,88 km), le Fouzon (0,285 km) et par divers petits cours d'eau, constituant un réseau hydrographique de 12,7 km de longueur totale.
Le canal de Berry (d'abord « canal du Cher », puis « canal du duc de Berry » avant de prendre en 1830 son nom actuel) avait une longueur de 320 km. Réalisé entre 1808 et 1840, il a été utilisé jusqu'en 1945 puis a été déclassé et aliéné en 1955.
La Sauldre traverse la commune du nord-est vers le sud-ouest. D'une longueur totale de 183,1 km, il prend sa source dans la commune de Humbligny (Cher) et se jette  dans le Cher à Selles-sur-Cher (41), après avoir traversé 29 communes.
Le Cher, d'une longueur totale de 365,5 km, prend sa source dans la commune de Mérinchal (Creuse) et se jette  dans la Loire à Cinq-Mars-la-Pile (Indre-et-Loire), après avoir traversé 117 communes.

### Climat
Pour des articles plus généraux, voir Climat du Centre-Val de Loire et Climat de Loir-et-Cher.
En 2010, le climat de la commune est de type climat océanique dégradé des plaines du Centre et du Nord, selon une étude du CNRS s'appuyant sur une série de données couvrant la période 1971-2000. En 2020, Météo-France publie une typologie des climats de la France métropolitaine dans laquelle la commune est exposée à un climat océanique altéré et est dans une zone de transition entre les régions climatiques « Moyenne vallée de la Loire » et « Centre et contreforts nord du Massif Central ».
Pour la période 1971-2000, la température annuelle moyenne est de 11,2 °C, avec une amplitude thermique annuelle de 15 °C. Le cumul annuel moyen de précipitations est de 682 mm, avec 11,4 jours de précipitations en janvier et 6,8 jours en juillet. Pour la période 1991-2020, la température moyenne annuelle observée sur la station météorologique de Météo-France la plus proche, dans la commune de Lye à 6 km à vol d'oiseau, est de 12,1 °C et le cumul annuel moyen de précipitations est de 673,1 mm,. Pour l'avenir, les paramètres climatiques de la commune estimés pour 2050 selon différents scénarios d'émission de gaz à effet de serre sont consultables sur un site dédié publié par Météo-France en novembre 2022.

### Milieux naturels et biodiversité

#### Espaces protégés
La protection réglementaire est le mode d'intervention le plus fort pour préserver des espaces naturels remarquables et leur biodiversité associée. Trois espaces protégés sont présents dans la commune : « Chatillon-sur-Cher » (31,88 ha), « la Butte des Blumonts » (8,23 ha) et la « Prairie du Fouzon » (70,71 ha), tous trois des terrains acquis par le Conservatoire d'espaces naturels Centre-Val de Loire.

#### Sites Natura 2000
Le réseau Natura 2000 est un réseau écologique européen de sites naturels d'intérêt écologique élaboré à partir des Directives «Habitats » et «Oiseaux ». Ce réseau est constitué de Zones spéciales de conservation (ZSC) et de Zones de protection spéciale (ZPS). Dans les zones de ce réseau, les États membres s'engagent à maintenir dans un état de conservation favorable les types d'habitats et d'espèces concernés, par le biais de mesures réglementaires, administratives ou contractuelles. L'objectif est de promouvoir une gestion adaptée des habitats tout en tenant compte des exigences économiques, sociales et culturelles, ainsi que des particularités régionales et locales de chaque État membre. Les activités humaines ne sont pas interdites, dès lors que celles-ci ne remettent pas en cause significativement l'état de conservation favorable des habitats et des espèces concernés. Des parties du territoire communal sont incluses dans les sites Natura 2000 suivants : 
- une ZSC : les « Vallée du Cher et coteaux, forêt de Grosbois », d'une superficie de 1 700 ha[29] ;
- une ZPS : les « Prairies du Fouzon », d'une superficie de 1 693 ha[30].

#### Zones nationales d'intérêt écologique, faunistique et floristique
L'inventaire des zones naturelles d'intérêt écologique, faunistique et floristique (ZNIEFF) a pour objectif de réaliser une couverture des zones les plus intéressantes sur le plan écologique, essentiellement dans la perspective d'améliorer la connaissance du patrimoine naturel national et de fournir aux différents décideurs un outil d'aide à la prise en compte de l'environnement dans l'aménagement du territoire. Le territoire communal de Châtillon-sur-Cher comprend trois ZNIEFF : 
- les « Prairies d'Aveigne (Prairies du Fouzon partie est) » (313,34 ha)[32] ;
- les « Prairies de la confluence Cher - Fouzon » (161,93 ha)[33] ;
- les « Prairies du Fouzon » (2 031,36 ha)[34].

#### Espaces naturels et sensibles
Dans le cadre de sa politique environnementale, le Conseil départemental labellise certains sites au patrimoine naturel remarquable, les « espaces naturels sensibles », dans le but de les préserver, les faire connaître et les valoriser. Vingt-six sites sont ainsi identifiés dans le département dont un situé sur le territoire communal : la « Butte des Blumonts », constituée d'une mosaïque de milieux marneux, de pelouses calcicoles et d'une carrière.

Cartes des Znieff et zones Natura 2000.
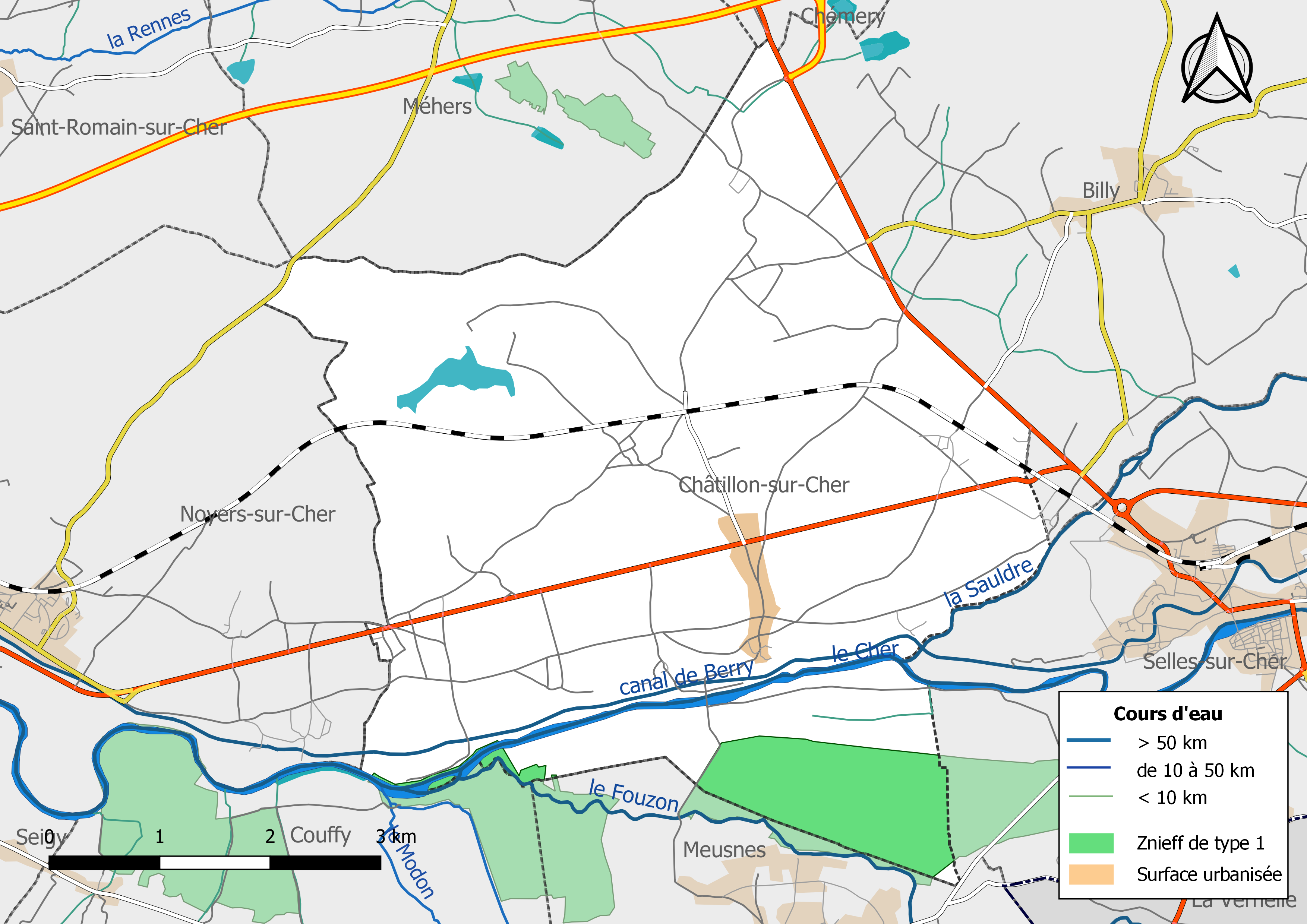
Carte des ZNIEFF de type 1 localisées dans la commune[Note 2].
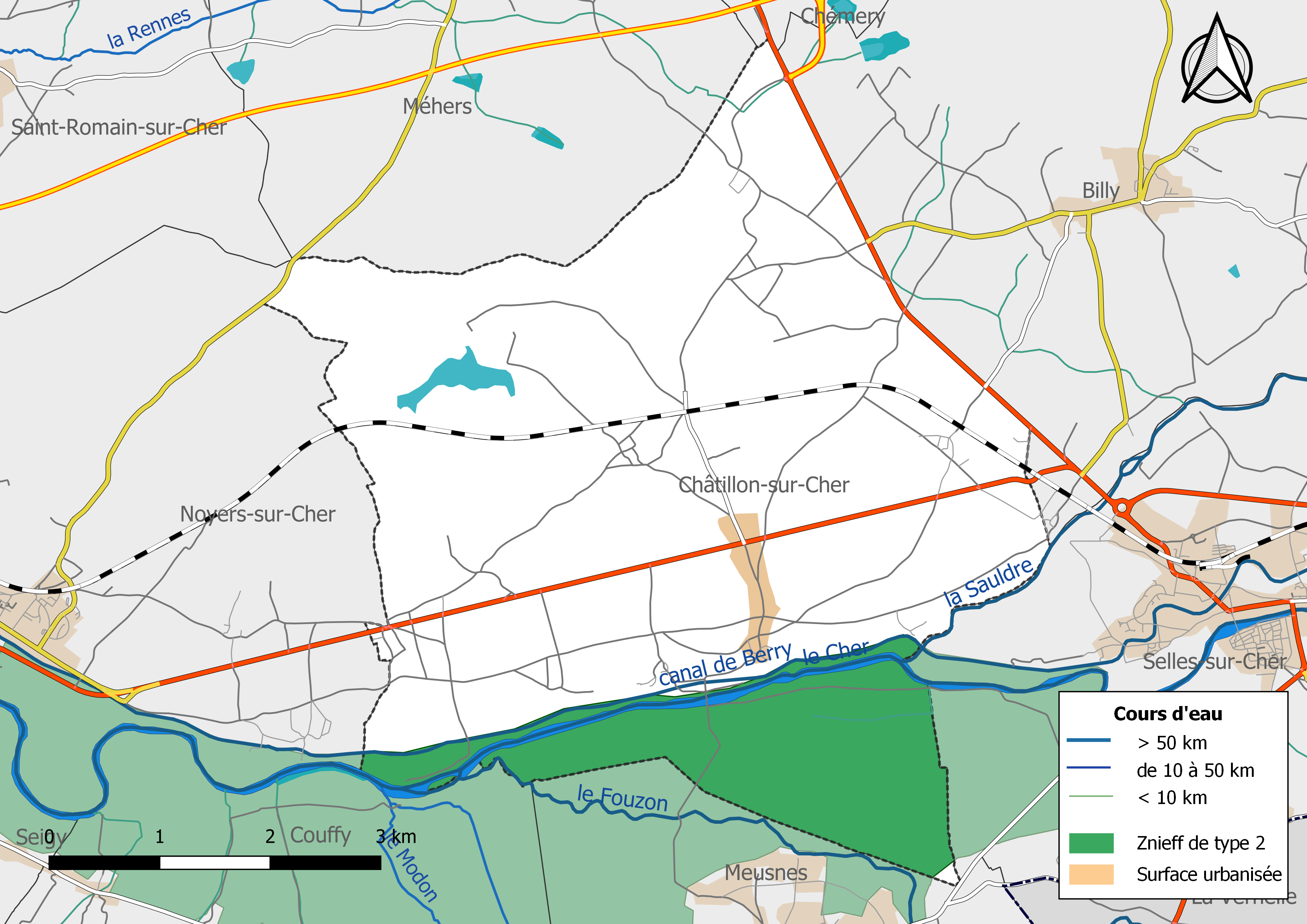
Carte des ZNIEFF de type 2 localisées dans la commune[Note 3].
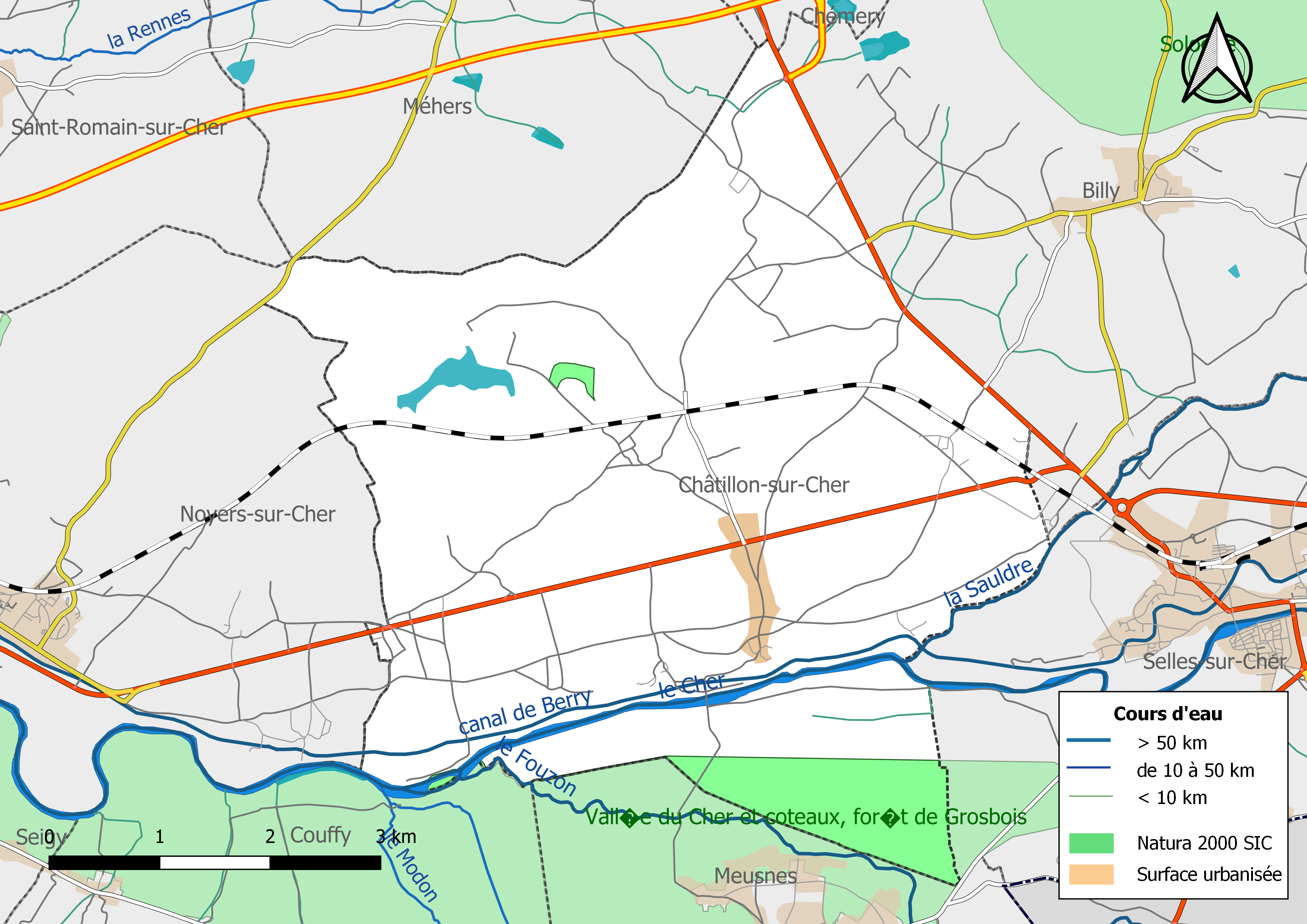
Carte de la zone Natura 2000 de type SIC localisée dans la commune.
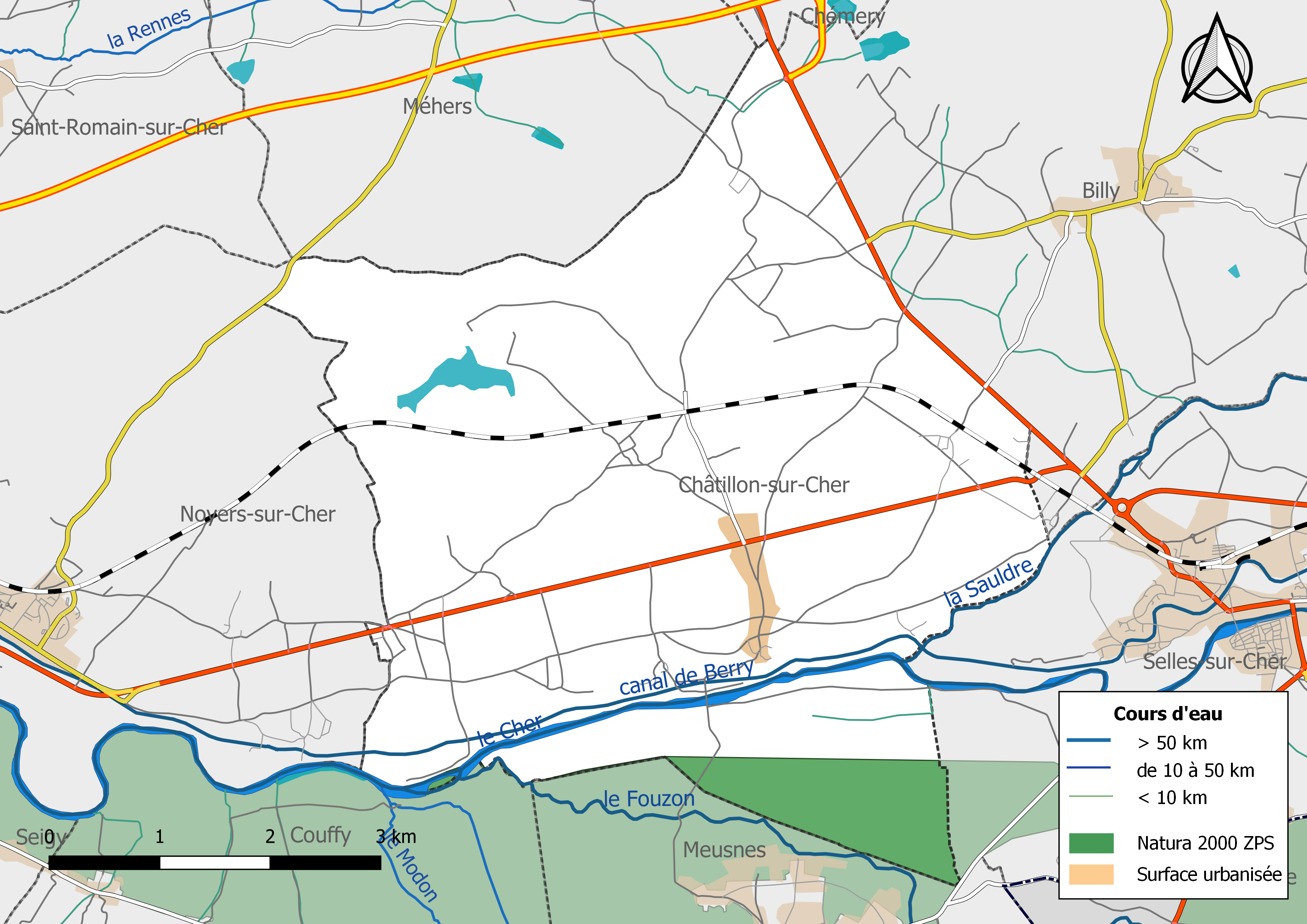
Carte de la zone Natura 2000 de type ZPS localisée dans la commune.

## Urbanisme

### Typologie
Au 1er janvier 2024, Châtillon-sur-Cher est catégorisée commune rurale à habitat dispersé, selon la nouvelle grille communale de densité à sept niveaux définie par l'Insee en 2022.
Elle est située hors unité urbaine et hors attraction des villes,.

### Occupation des sols
L'occupation des sols est marquée par l'importance des espaces agricoles et naturels (98,8 %). La répartition détaillée ressortant de la base de données européenne d'occupation biophysique des sols Corine Land Cover millésimée 2012 est la suivante : 
- terres arables (17,4 %),
- cultures permanentes (15,6 %),
- zones agricoles hétérogènes (31,4 %),
- prairies (5,9 %),
- forêts (25,4 %),
- milieux à végétation arbustive ou herbacée (0,5 %),

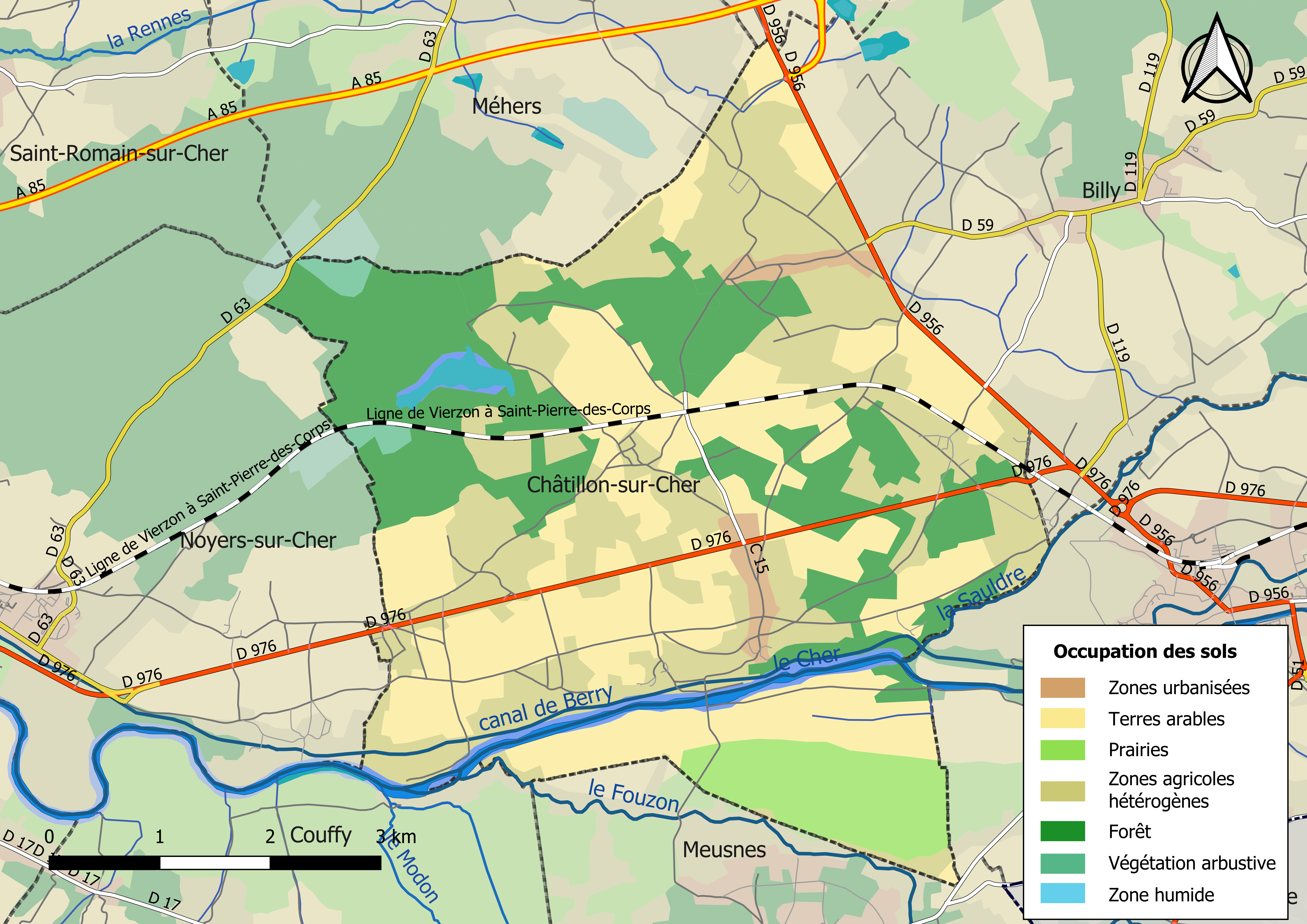
Carte des infrastructures et de l'occupation des sols de la commune en 2018 (CLC).

- zones urbanisées (1,2 %),
- eaux continentales (3,1 %)[39].

### Planification
En matière de planification, la commune disposait en 2017 d'un plan local d'urbanisme en révision. Par ailleurs, à la suite de la loi ALUR (loi pour l'accès au logement et un urbanisme rénové) de mars 2014, un plan local d'urbanisme intercommunal couvrant le territoire de la communauté de communes Val-de-Cher-Controis a été prescrit le 30 novembre 2015.

### Habitat et logement
Le tableau ci-dessous présente la typologie des logements à Châtillon-sur-Cher en 2016 en comparaison avec celle du Loir-et-Cher et de la France entière. Une caractéristique marquante du parc de logements est ainsi une proportion de résidences secondaires et logements occasionnels (12,3 %) inférieure à celle du département (18 %) mais supérieure à celle de la France entière (9,6 %). Concernant le statut d'occupation de ces logements, 86,2 % des habitants de la commune sont propriétaires de leur logement (85,4 % en 2011), contre 68,1 % pour le Loir-et-Cher et 57,6 pour la France entière.
|                                                         | Châtillon-sur-Cher | Loir-et-Cher | France entière |
| ------------------------------------------------------- | ------------------ | ------------ | -------------- |
| Résidences principales (en %)                           | 76,3               | 74,5         | 82,3           |
| Résidences secondaires et logements occasionnels (en %) | 12,3               | 18           | 9,6            |
| Logements vacants (en %)                                | 11,4               | 7,5          | 8,1            |

### Risques majeurs
Le territoire communal de Châtillon-sur-Cher est vulnérable à différents aléas naturels : inondations (par débordement du Cher ou par ruissellement), climatiques (hiver exceptionnel ou canicule), feux de forêts, mouvements de terrains ou sismique (sismicité faible). 
Il est également exposé à un risque technologique :  le transport de matières dangereuses,.

#### Risques naturels

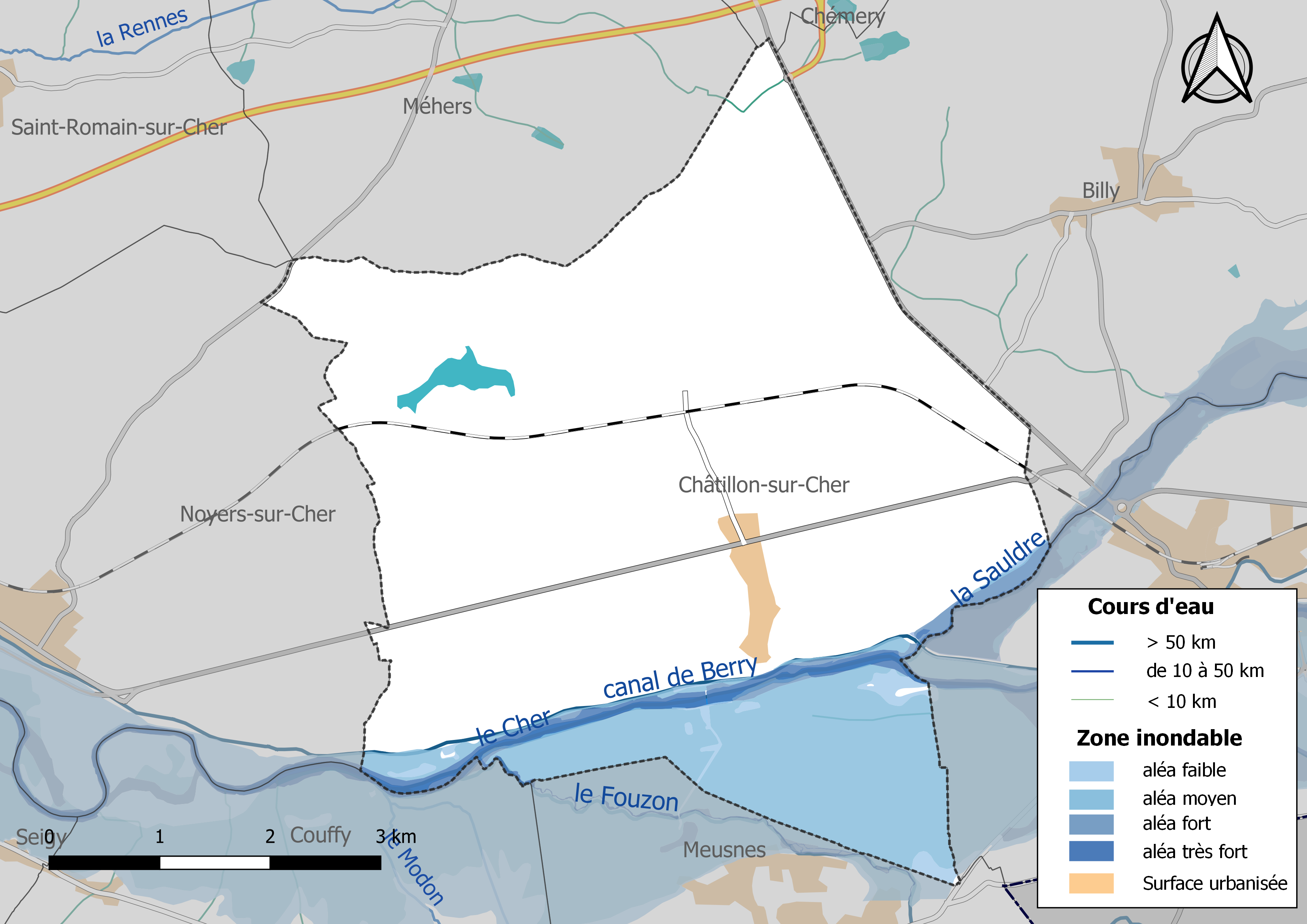
Zones inondables de la commune de Châtillon-sur-Cher.

Les mouvements de terrains susceptibles de se produire dans la commune sont soit liés au retrait-gonflement des argiles, soit des chutes de blocs, soit des glissements de terrains, soit des effondrements liés à des cavités souterraines. Le phénomène de retrait-gonflement des argiles est la conséquence d'un changement d'humidité des sols argileux. Les argiles sont capables de fixer l'eau disponible mais aussi de la perdre en se rétractant en cas de sécheresse. Ce phénomène peut provoquer des dégâts très importants sur les constructions (fissures, déformations des ouvertures) pouvant rendre inhabitables certains locaux. La carte de zonage de cet aléa peut être consultée sur le site de l'observatoire national des risques naturels Georisques. Une autre carte permet de prendre connaissance des cavités souterraines localisées dans la commune.
Les crues du Cher sont moins importantes que celles de la Loire, mais elles peuvent provoquer des dégâts importants. Les crues historiques sont celles de 1856 (5 m à l'échelle de Noyers-sur-Cher), 1940 (4,03 m) et 1977 (3,58 m). Le débit maximal historique est de 1 560 m3/s et caractérise une crue de retour supérieur à cent ans pour Montrichard Val de Cher. Le risque d'inondation est pris en compte dans l'aménagement du territoire de la commune par le biais du Plan de prévention du risque inondation (PPRI) du Cher.

#### Risques technologiques
Le risque de transport de marchandises dangereuses dans la commune est lié à sa traversée par une route à fort trafic et une canalisation de transport de gaz. Un accident se produisant sur de telles infrastructures est en effet susceptible d'avoir des effets graves au bâti ou aux personnes jusqu'à 350 m, selon la nature du matériau transporté. Des dispositions d'urbanisme peuvent être préconisées en conséquence.

## Toponymie
Châtillon serait un dérivé, sans doute mérovingien, du bas latin castellum, diminutif de castrum, accompagné du suffixe -ionem. Castrum désigne d'abord tous les types de forteresse, depuis le simple donjon jusqu'à l'enceinte urbaine, puis se spécialise dans le sens de « château fort » et se réduit ensuite à celui de « grande maison de plaisance ».
C'est en 1958 que la commune adopta, pour se différencier des 36 communes homonymes, le nom unique de Châtillon-sur-Cher, en vertu du décret du 16 octobre de la même année.

## Histoire

### Avant la Révolution
- Ancien diocèse d'Orléans.
- Dépendait au XIIe siècle de l'abbaye de Selles-sur-Cher.

### Révolution française et Empire

#### Nouvelle organisation territoriale
Le décret de l'Assemblée nationale du 12 novembre 1789 décrète qu'« il y aura une municipalité dans chaque ville, bourg, paroisse ou communauté de campagne », mais ce n'est qu'avec le décret de la Convention nationale du 10 brumaire an II (31 octobre 1793) que la paroisse de Châtillon-sur-Cher devient formellement « commune de Châtillon-sur-Cher »,.
En 1790, dans le cadre de la création des départements, la municipalité est rattachée au canton de Saint Aignan et au district de Saint Aignan. Les cantons sont supprimés, en tant que découpage administratif, par une loi du 26 juin 1793, et ne conservent qu'un rôle électoral, permettant l'élection des électeurs du second degré chargés de désigner les députés,. La Constitution du 5 fructidor an III, appliquée à partir de vendémiaire an IV (1795) supprime les districts, considérés comme des rouages administratifs liés à la Terreur, mais maintient les cantons qui acquièrent dès lors plus d'importance en retrouvant une fonction administrative. Enfin, sous le Consulat, un redécoupage territorial visant à réduire le nombre de justices de paix ramène le nombre de cantons en Loir-et-Cher de 33 à 24. Châtillon-sur-Cher est alors rattachée au canton de Saint-Aignan et à l'arrondissement de Blois par arrêté du 5 vendémiaire an X (26 septembre 1801),,. Cette organisation va rester inchangée pendant près de 150 ans.

## Politique et administration

### Découpage territorial
La commune de Châtillon-sur-Cher est membre de la communauté de communes Val-de-Cher-Controis, un établissement public de coopération intercommunale (EPCI) à fiscalité propre créé le 1er janvier 2017.
Elle est rattachée sur le plan administratif à l'arrondissement de Romorantin-Lanthenay, au département de Loir-et-Cher et à la région Centre-Val de Loire, en tant que circonscriptions administratives. Sur le plan électoral, elle est rattachée au canton de Saint-Aignan depuis 2015 pour l'élection des conseillers départementaux et à la Deuxième circonscription de Loir-et-Cher pour les élections législatives.

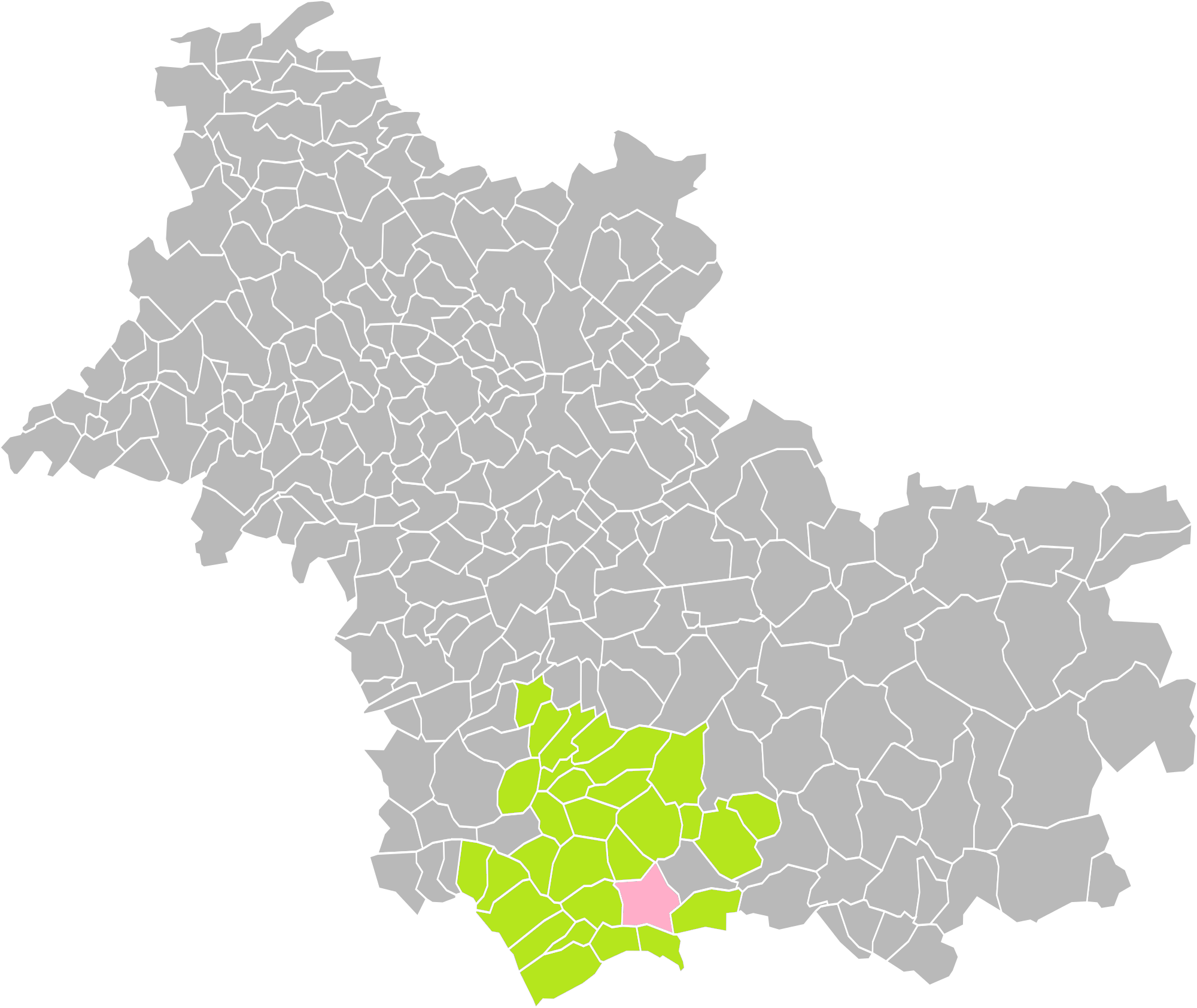
Châtillon-sur-Cher dans l'intercommunalité en 2016.
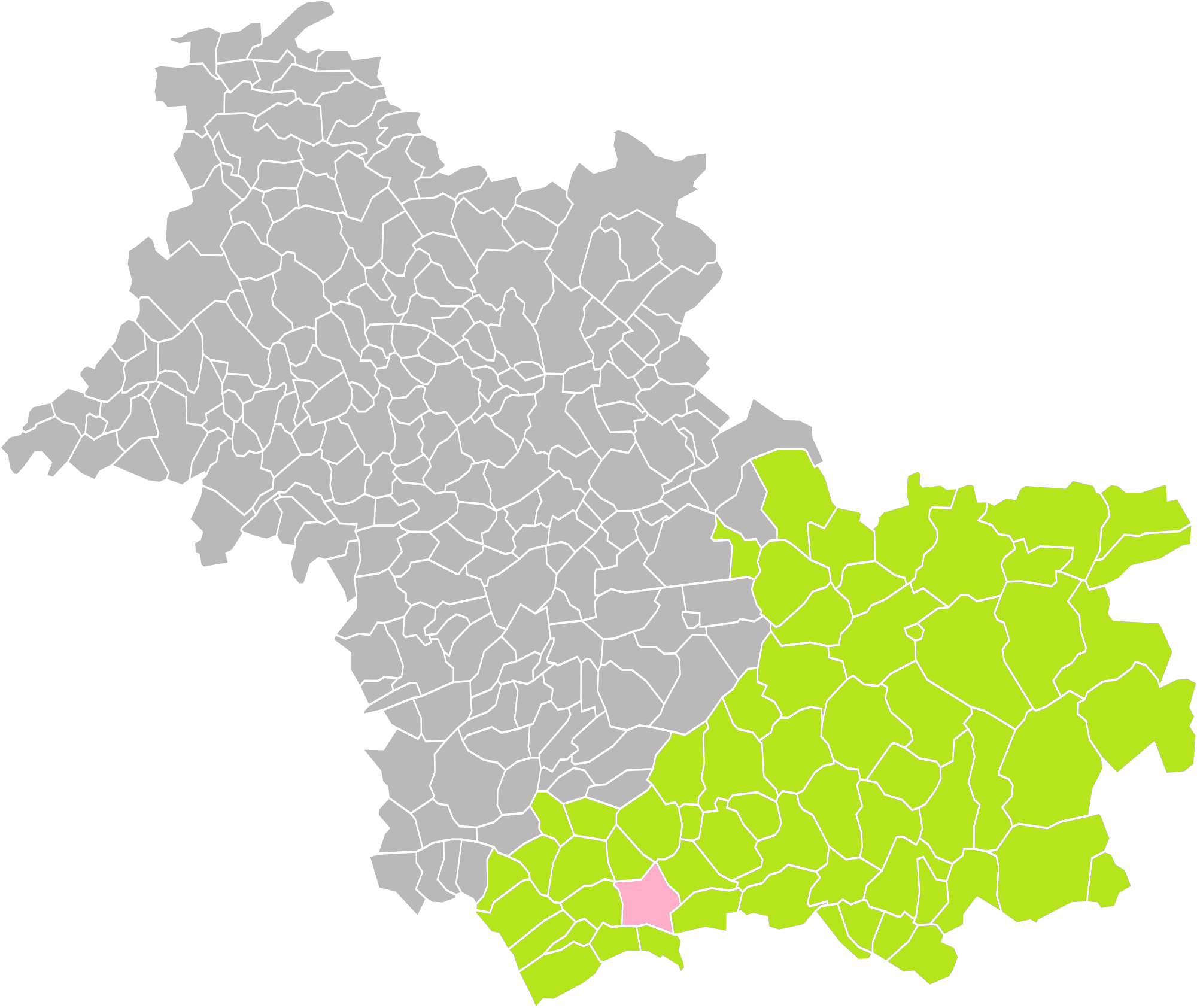
Châtillon-sur-Cher dans l'arrondissement de Romorantin-Lanthenay en 2016.
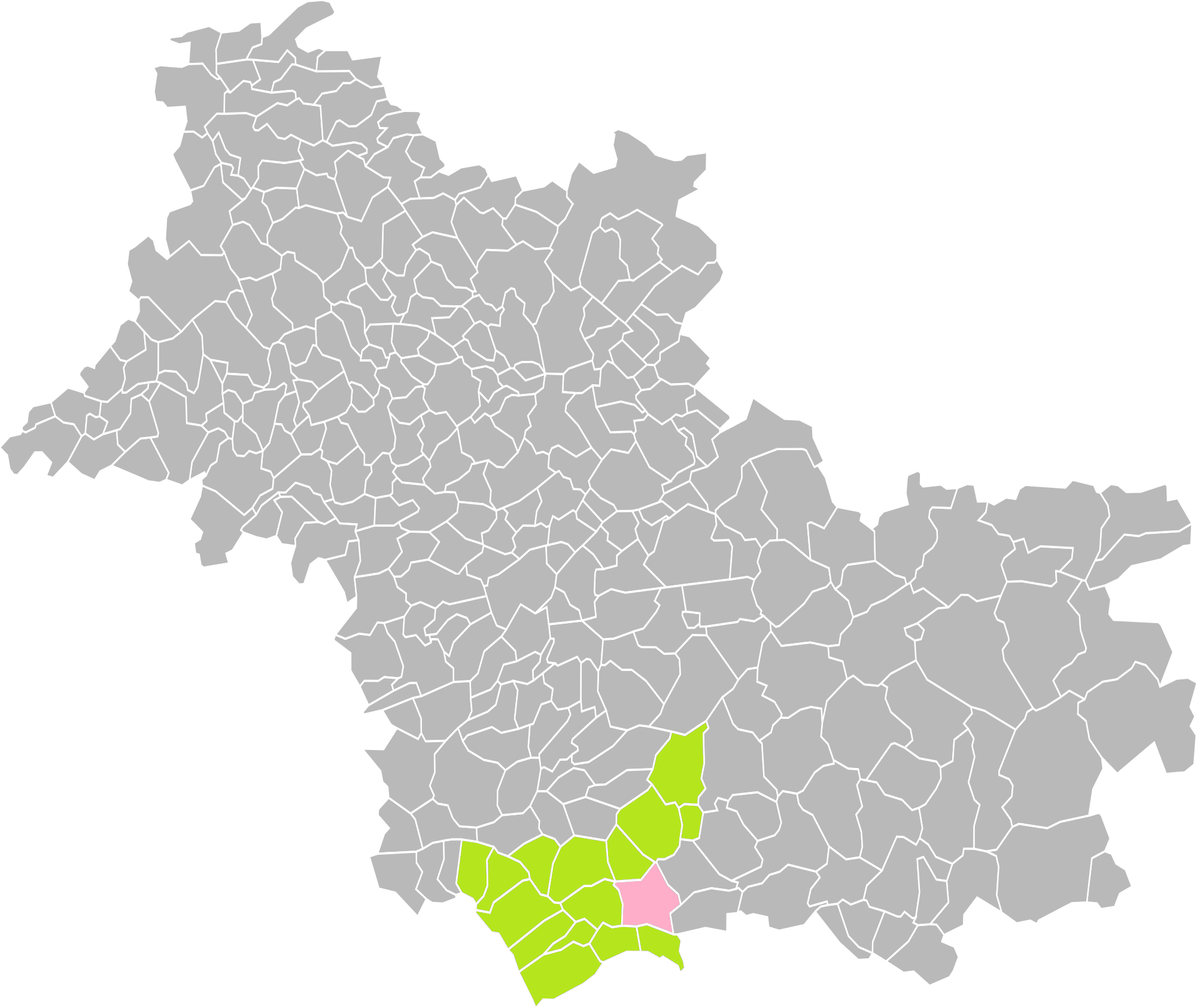
Châtillon-sur-Cher dans le canton de Saint-Aignan en 2016.

### Politique et administration municipale

#### Conseil municipal et maire
Le conseil municipal de Châtillon-sur-Cher, commune de plus de 1 000 habitants, est élu au scrutin proportionnel plurinominal avec prime majoritaire. Le maire, à la fois agent de l'État et exécutif de la commune en tant que collectivité territoriale, est élu par le conseil municipal au scrutin secret lors de la première réunion du conseil suivant les élections municipales, pour un mandat de six ans, c'est-à-dire pour la durée du mandat du conseil.
| Période     | Période     | Identité                    | Étiquette | Qualité                                                        |
| ----------- | ----------- | --------------------------- | --------- | -------------------------------------------------------------- |
| 1790        | 1793        | Sylvain Jouzeau             |           |                                                                |
| 1793        | 1802        | Gitton Duplessis            |           |                                                                |
| 1802        | 1802        | André Souchay               |           | Maire provisoire à la suite du décès de Gitton Duplessis       |
| 1802        | 1816        | Besset                      |           |                                                                |
| 1816        | 1830        | Jean Berranger              |           |                                                                |
| 1830        | 1837        | Appolinaire Souchay         |           |                                                                |
| 1837        | 1847        | Lous Romestant              |           |                                                                |
| 1847        | 1851        | Pierre Jouzeau              |           | suspendu de ses fonctions le 13 décembre 1851                  |
| 1851        | 1852        | Jean Harrault               |           | Maire provisoire à la suite de la suspension de Pierre Jouzeau |
| 1852        | 1860        | Pierre Bonfils              |           |                                                                |
| 1860        | 1874        | Isidore Communal            |           |                                                                |
| 1874        | 1876        | Vicomte d'Hardemare         |           |                                                                |
| 1876        | 1881        | Isidore Communal            |           |                                                                |
| 1881        | 1884        | Pierre Girard               |           |                                                                |
| 1884        | 1892        | Léon Brault                 |           |                                                                |
| 1892        | 1893        | Henry Barry                 |           |                                                                |
| 1893        | 1935        | Paul Perrault               |           |                                                                |
| 1935        | 1941        | Théophile Boursin           |           |                                                                |
| 1941        | 1944        | Alphonse Lasnier            |           |                                                                |
| 1944        | 1945        | Édouard, Aristide Romestant |           | délégué du Préfet, faisant les fonctions de Maire              |
| 1945        | 1959        | Alphonse Lasnier            |           |                                                                |
| 1959        | 1983        | André Boursin               | PCF       |                                                                |
| 1983        | 2008        | Michel Girard               | DVD       |                                                                |
| 2008        | 2014        | Michel Diboine              | SE        | Retraité                                                       |
| 2014        | 18 mai 2020 | Pierre Julien               |           | Retraité salarié du secteur privé                              |
| 18 mai 2020 | En cours    | Alain Poma,                 |           | Ouvrier non qualifié de type industriel                        |

## Équipements et services

### Eau et assainissement
L'organisation de la distribution de l'eau potable, de la collecte et du traitement des eaux usées et pluviales relève des communes. La compétence eau et assainissement des communes est un service public industriel et commercial (SPIC).

#### Alimentation en eau potable
Le service d'eau potable comporte trois grandes étapes : le captage, la potabilisation et la distribution d'une eau potable conforme aux normes de qualité fixées pour protéger la santé humaine. En 2019, la commune assure elle-même le service en régie.

#### Assainissement des eaux usées
En 2019, la commune de Châtillon-sur-Cher gère le service d'assainissement collectif en régie directe, c'est-à-dire avec ses propres personnels, avec le statut de régie à autonomie financière.
Cinq stations de traitement des eaux usées sont en service au 1er janvier 2019 sur le territoire communal : 
- « Les Girardières », un équipement utilisant la technique par décantation, lagunage naturel et filtre biologique, dont la capacité est de 200 EH, mis en service le 1er juin 1986[74] ;
- « La Jalterie », un équipement utilisant la technique par décantation et lagunage naturel, avec prétraitement, dont la capacité est de 320 EH, mis en service le 1er décembre 1988[75] ;
- « Fourchaud », un équipement utilisant la technique du lagunage naturel, avec prétraitement, dont la capacité est de 200 EH, mis en service le 1er octobre 1995[76] ;
- « Trevety », un équipement utilisant la technique du lagunage naturel, avec prétraitement, dont la capacité est de 900 EH, mis en service le 1er janvier 2003[77] ;
- « La Haie Jallet », un équipement utilisant la technique du lagunage naturel et filtres plantés, dont la capacité est de 500 EH, mis en service le 1er mars 2009[78].

L'assainissement non collectif (ANC) désigne les installations individuelles de traitement des eaux domestiques qui ne sont pas desservies par un réseau public de collecte des eaux usées et qui doivent en conséquence traiter elles-mêmes leurs eaux usées avant de les rejeter dans le milieu naturel. La communauté de communes Val-de-Cher-Controis assure pour le compte de la commune le service public d'assainissement non collectif (SPANC), qui a pour mission de vérifier la bonne exécution des travaux de réalisation et de réhabilitation, ainsi que le bon fonctionnement et l'entretien des installations.

### Sécurité, justice et secours
La sécurité de la commune est assurée par la brigade de gendarmerie de Saint-Aignan qui dépend du groupement de gendarmerie départementale de Loir-et-Cher installé à Blois.
En matière de justice, Châtillon-sur-Cher relève du conseil de prud'hommes de Blois, de la Cour d'appel d'Orléans (juridiction de Blois), de la Cour d'assises de Loir-et-Cher, du tribunal administratif de Blois, du tribunal de commerce de Blois et du tribunal judiciaire de Blois.

## Population et société

### Démographie

#### Évolution démographique
L'évolution du nombre d'habitants est connue à travers les recensements de la population effectués dans la commune depuis 1793. Pour les communes de moins de 10 000 habitants, une enquête de recensement portant sur toute la population est réalisée tous les cinq ans, les populations de référence des années intermédiaires étant quant à elles estimées par interpolation ou extrapolation. Pour la commune, le premier recensement exhaustif entrant dans le cadre du nouveau dispositif a été réalisé en 2004.

En 2022, la commune comptait 1 661 habitants, en évolution de −4,04 % par rapport à 2016 (Loir-et-Cher : −1,15 %, France hors Mayotte : +2,11 %).
| 1793 | 1800 | 1806 | 1821 | 1831 | 1836  | 1841 | 1846  | 1851  |
| ---- | ---- | ---- | ---- | ---- | ----- | ---- | ----- | ----- |
| 633  | 695  | 790  | 838  | 914  | 1 076 | 995  | 1 080 | 1 176 |

| 1856  | 1861  | 1866  | 1872  | 1876  | 1881  | 1886  | 1891  | 1896  |
| ----- | ----- | ----- | ----- | ----- | ----- | ----- | ----- | ----- |
| 1 243 | 1 335 | 1 401 | 1 474 | 1 620 | 1 665 | 1 682 | 1 677 | 1 757 |

| 1901  | 1906  | 1911  | 1921  | 1926  | 1931  | 1936  | 1946  | 1954  |
| ----- | ----- | ----- | ----- | ----- | ----- | ----- | ----- | ----- |
| 1 728 | 1 765 | 1 639 | 1 610 | 1 543 | 1 470 | 1 486 | 1 447 | 1 357 |

| 1962  | 1968  | 1975  | 1982  | 1990  | 1999  | 2004  | 2006  | 2009  |
| ----- | ----- | ----- | ----- | ----- | ----- | ----- | ----- | ----- |
| 1 338 | 1 333 | 1 343 | 1 289 | 1 395 | 1 516 | 1 532 | 1 570 | 1 678 |

| 2014  | 2019  | 2022  | - | - | - | - | - | - |
| ----- | ----- | ----- | - | - | - | - | - | - |
| 1 730 | 1 691 | 1 661 | - | - | - | - | - | - |

#### Pyramide des âges
En 2018, le taux de personnes d'un âge inférieur à 30 ans s'élève à 29,7 %, soit en dessous de la moyenne départementale (31,3 %). À l'inverse, le taux de personnes d'âge supérieur à 60 ans est de 31,1 % la même année, alors qu'il est de 31,6 % au niveau départemental.
En 2018, la commune comptait 891 hommes pour 816 femmes, soit un taux de 52,2 % d'hommes, largement supérieur au taux départemental (48,55 %).
Les pyramides des âges de la commune et du département s'établissent comme suit.
| Hommes | Classe d’âge | Femmes |
| ------ | ------------ | ------ |
| 0,5    | 90 ou +      | 1,2    |
| 9,1    | 75-89 ans    | 11,1   |
| 19,7   | 60-74 ans    | 20,8   |
| 23,6   | 45-59 ans    | 21,4   |
| 14,7   | 30-44 ans    | 18,8   |
| 14,2   | 15-29 ans    | 10,4   |
| 18,3   | 0-14 ans     | 16,2   |

| Hommes | Classe d’âge | Femmes |
| ------ | ------------ | ------ |
| 1,1    | 90 ou +      | 2,6    |
| 9,2    | 75-89 ans    | 11,9   |
| 19,7   | 60-74 ans    | 20,4   |
| 20,7   | 45-59 ans    | 20     |
| 16,5   | 30-44 ans    | 16,2   |
| 15,2   | 15-29 ans    | 13,2   |
| 17,6   | 0-14 ans     | 15,7   |

## Économie

### Secteurs d'activité
Le tableau ci-dessous détaille le nombre d'entreprises implantées à Châtillon-sur-Cher selon leur secteur d'activité et le nombre de leurs salariés :
|                                                              | total | % com (% dep) | 0 salarié | 1 à 9 salarié(s) | 10 à 19 salariés | 20 à 49 salariés | 50 salariés ou plus |
| ------------------------------------------------------------ | ----- | ------------- | --------- | ---------------- | ---------------- | ---------------- | ------------------- |
| Ensemble                                                     | 105   | 100,0 (100)   | 79        | 21               | 4                | 1                | 0                   |
| Agriculture, sylviculture et pêche                           | 17    | 16,2 (11,8)   | 9         | 8                | 0                | 0                | 0                   |
| Industrie                                                    | 5     | 4,8 (6,5)     | 2         | 1                | 1                | 1                | 0                   |
| Construction                                                 | 21    | 20,0 (10,3)   | 14        | 7                | 0                | 0                | 0                   |
| Commerce, transports, services divers                        | 57    | 54,3 (57,9)   | 51        | 5                | 1                | 0                | 0                   |
| dont commerce et réparation automobile                       | 26    | 24,8 (17,5)   | 23        | 3                | 0                | 0                | 0                   |
| Administration publique, enseignement, santé, action sociale | 5     | 4,8 (13,5)    | 3         | 0                | 2                | 0                | 0                   |
| Champ : ensemble des activités.                              |       |               |           |                  |                  |                  |                     |

Le secteur du commerce, transports et services divers est prépondérant dans la commune (57 entreprises sur 105) néanmoins le secteur agricole reste important puisqu'en proportions (16,2) %, il est plus important qu'au niveau départemental (11,8 %).
Sur les 105 entreprises implantées à Châtillon-sur-Cher en 2016, 79 ne font appel à aucun salarié, 21 comptent 1 à 9 salariés, 4 emploient entre 10 et 19 personnes et 1 emploie entre 20 et 49 personnes.
Au 1er juillet 2017, la commune est classée en zone de revitalisation rurale (ZRR), un dispositif visant à aider le développement des territoires ruraux principalement à travers des mesures fiscales et sociales. Des mesures spécifiques en faveur du développement économique s'y appliquent également

### Agriculture
En 2010, l'orientation technico-économique de l'agriculture dans la commune est la polyculture et le polyélevage. Le département a perdu près d'un quart de ses exploitations en 10 ans, entre 2000 et 2010 (c'est le département de la région Centre-Val de Loire qui en compte le moins). Cette tendance se retrouve également au niveau de la commune où le nombre d'exploitations est passé de 103 en 1988 à 47 en 2000 puis à 24 en 2010. Parallèlement, la taille de ces exploitations augmente, passant de 12 ha en 1988 à 34 ha en 2010. 
Le tableau ci-dessous présente les principales caractéristiques des exploitations agricoles de Châtillon-sur-Cher, observées sur une période de 22 ans : 
|                                      | 1988                 | 2000                 | 2010                 |
| Dimension économique                 | Dimension économique | Dimension économique | Dimension économique |
| ------------------------------------ | -------------------- | -------------------- | -------------------- |
| Nombre d'exploitations (u)           | 103                  | 47                   | 24                   |
| Travail (UTA)                        | 119                  | 69                   | 47                   |
| Surface agricole utilisée (ha)       | 1 283                | 1 171                | 820                  |
| Cultures                             |                      |                      |                      |
| Terres labourables (ha)              | 925                  | 848                  | 616                  |
| Céréales (ha)                        | 486                  | 374                  | 401                  |
| dont blé tendre (ha)                 | 125                  | 212                  | 186                  |
| dont maïs-grain et maïs-semence (ha) | 89                   | s                    | s                    |
| Tournesol (ha)                       | 60                   | s                    | s                    |
| Colza et navette (ha)                | s                    | s                    | s                    |
| Élevage                              |                      |                      |                      |
| Cheptel (UGBTA)                      | 374                  | 485                  | 389                  |

.

#### Produits labellisés
La commune de Châtillon-sur-Cher est située dans l'aire de l'appellation d'origine protégée (AOP)  de six produits : trois fromages (le Sainte-maure-de-touraine, le Selles-sur-cher et le Valençay) et trois vins (le crémant-de-loire, le rosé-de-loire et le Touraine).
Le territoire de la commune est également intégré aux aires de productions de divers produits bénéficiant d'une indication géographique protégée (IGP) : les rillettes de Tours, le vin Val-de-loire, les volailles de l’Orléanais et les volailles du Berry,.

Quelques produits labellisés de Châtillon-sur-Cher.
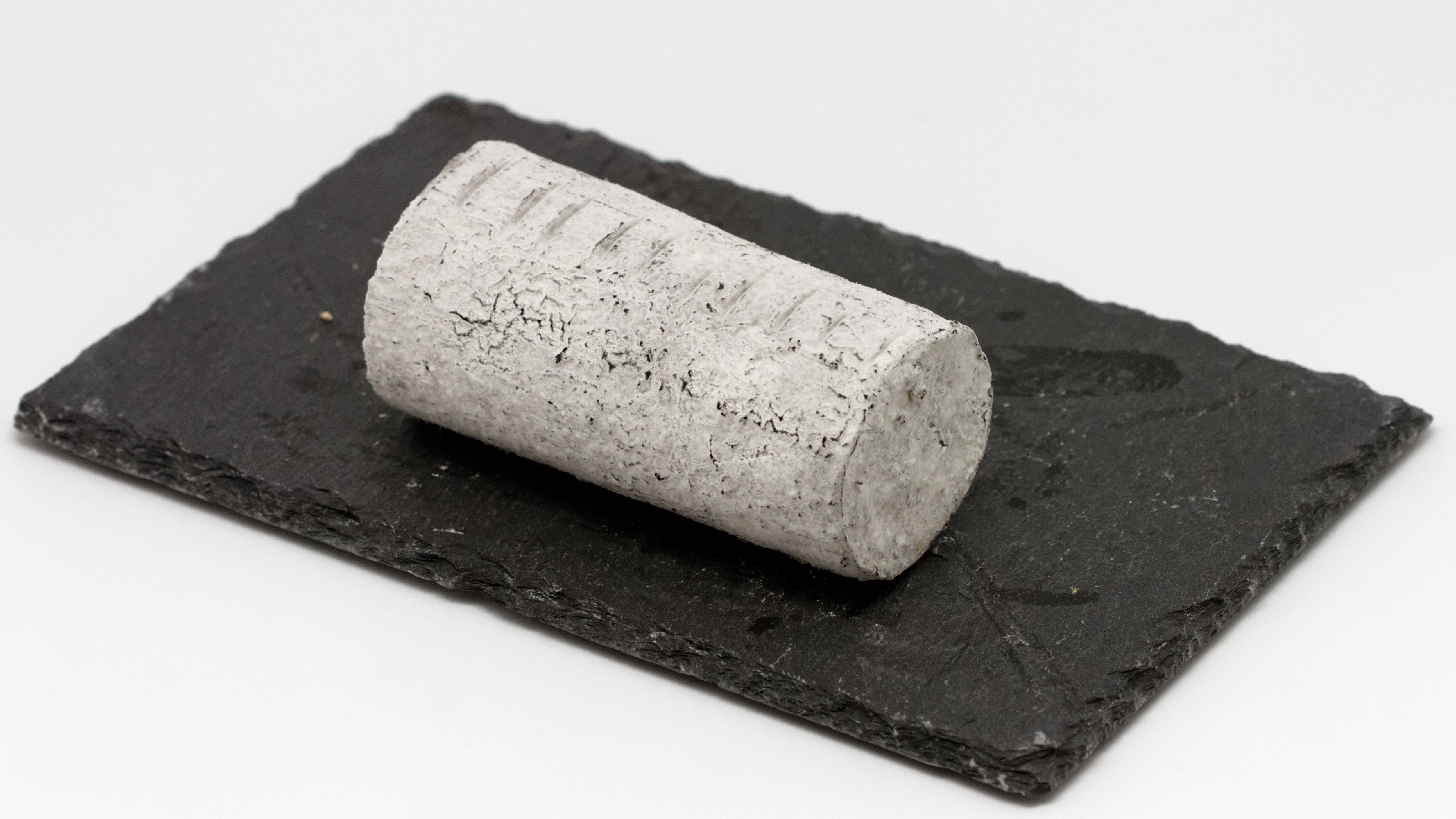
Sainte-maure-de-touraine.
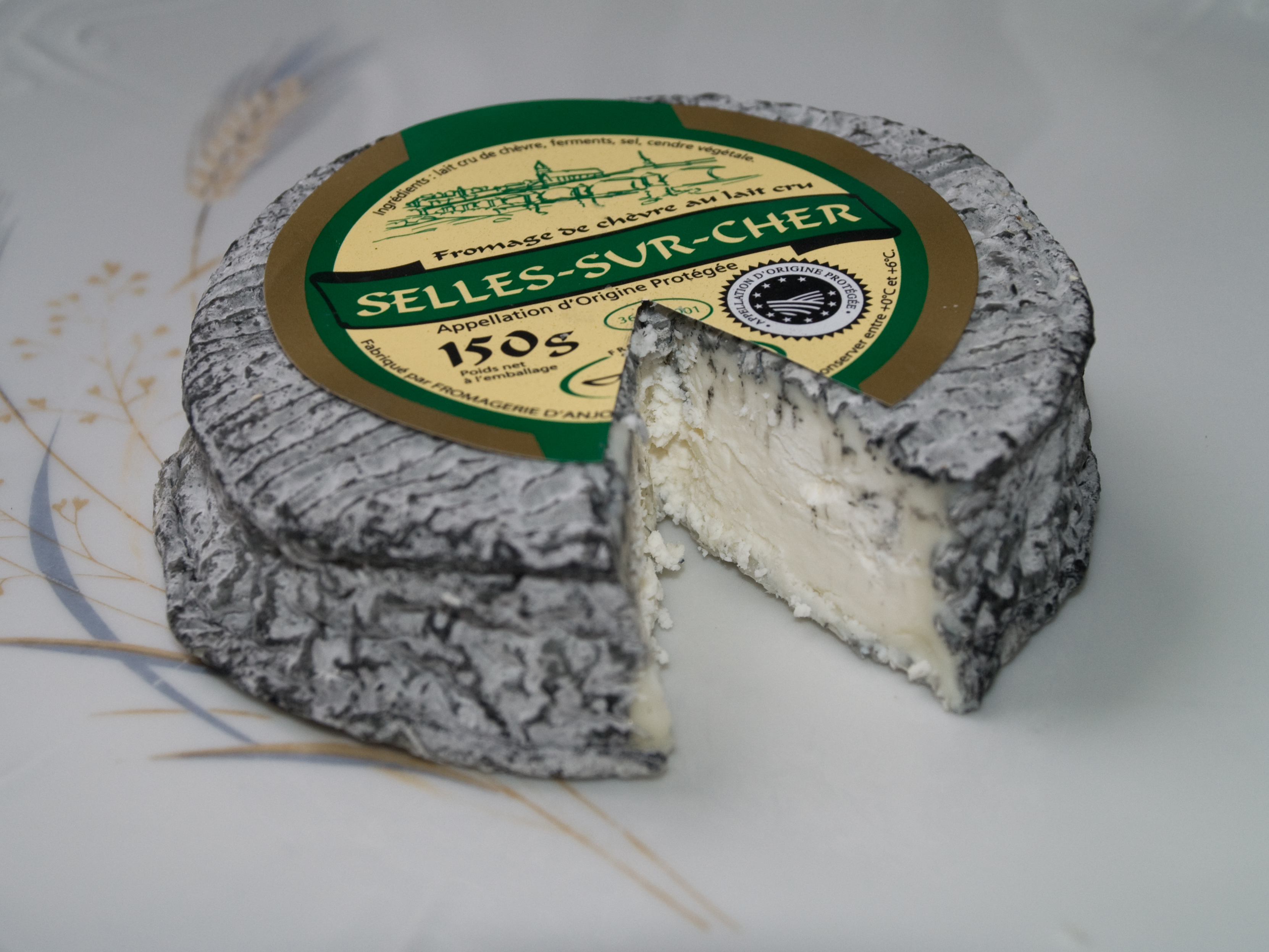
Selles-sur-cher.
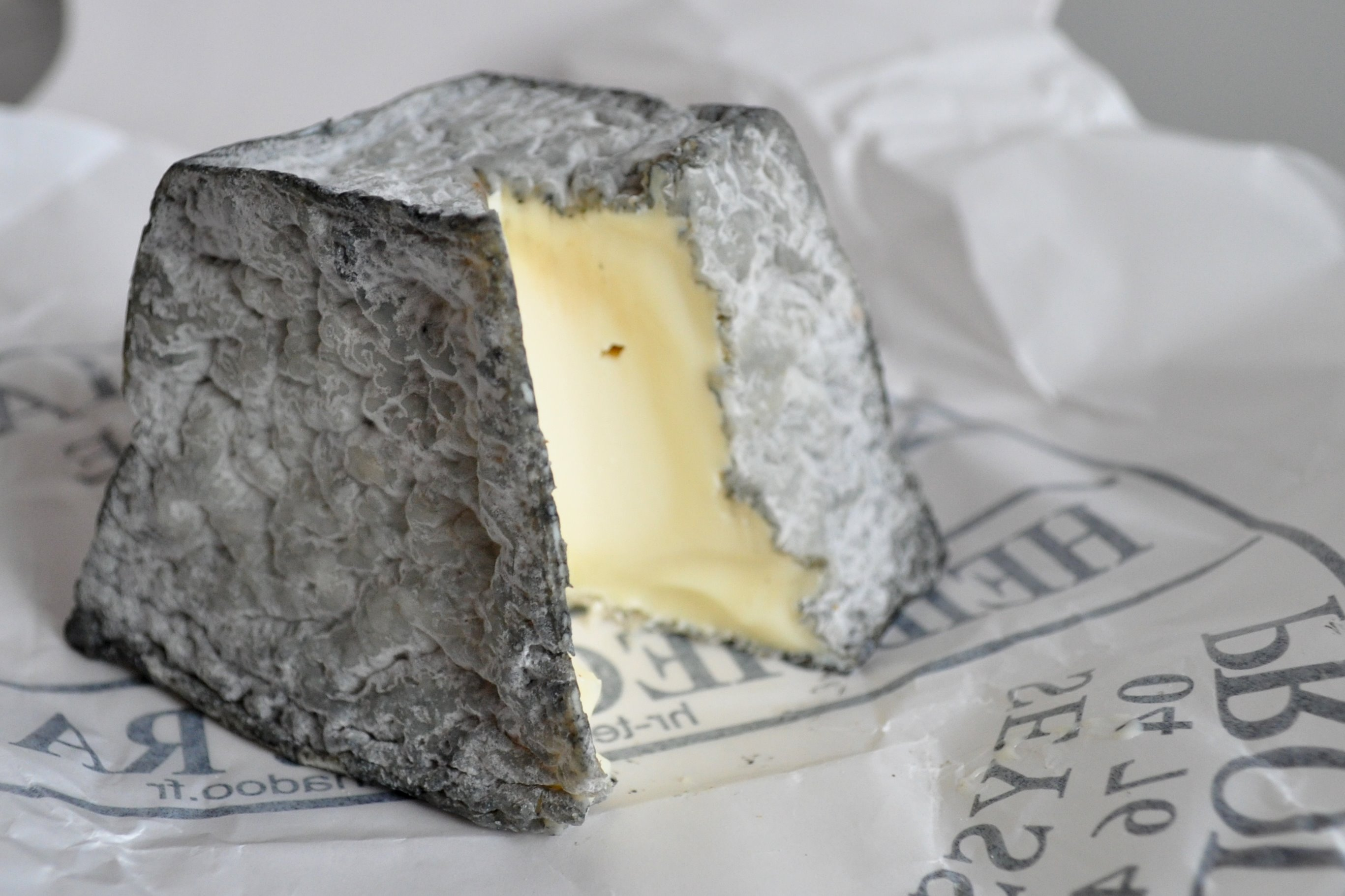
Fromage de Valençay.
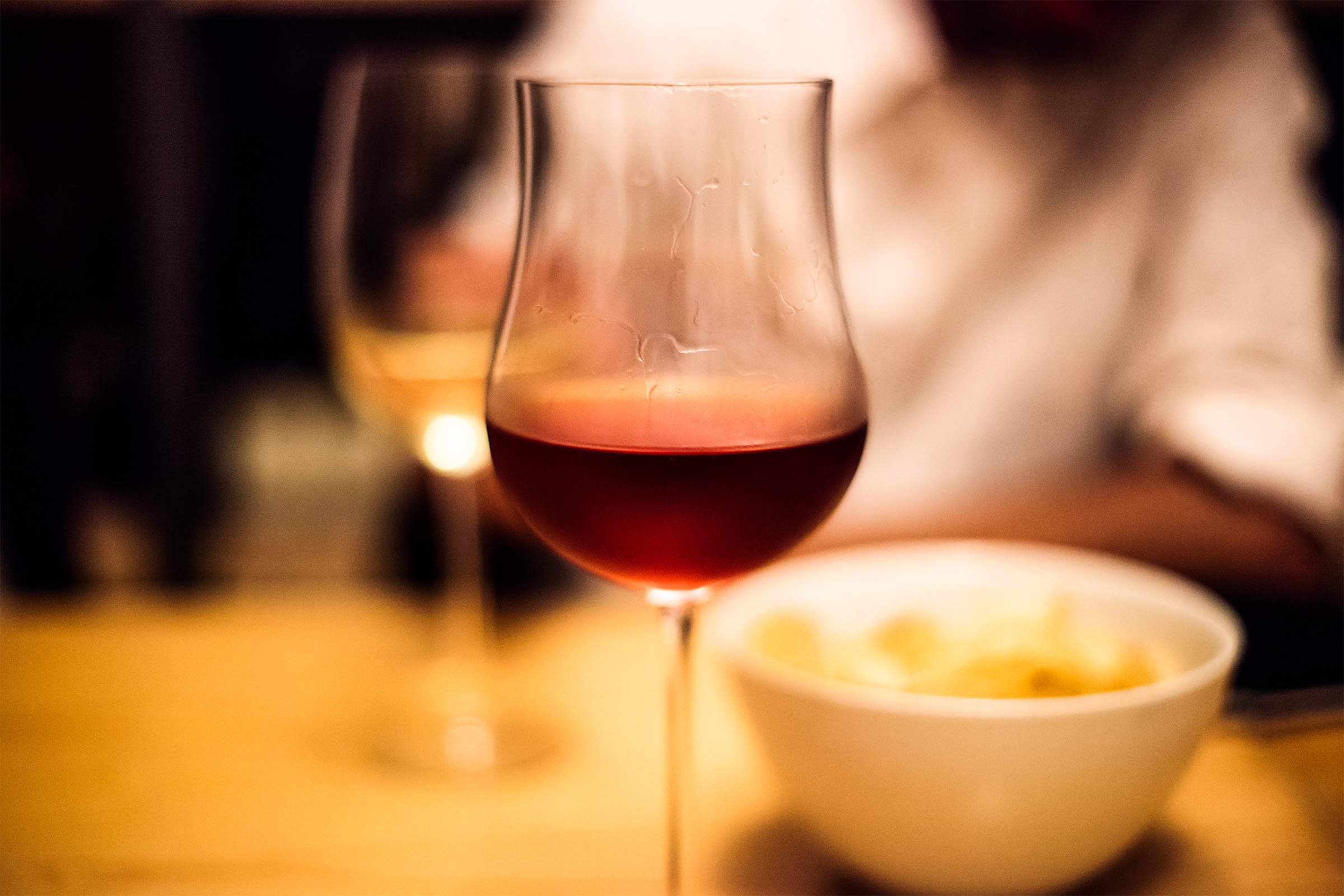
Touraine rouge.

## Culture locale et patrimoine

### Lieux et monuments
- Le site du Pont-Canal : construction ambitieuse où le canal de Berry passe au-dessus de la Sauldre.
- Église Saint-Blaise : bâtie sur un promontoire du XIIe siècle. Tableau de sainte Thérèse entre deux anges de l'école de Léonard de Vinci. Présence de sarcophages mérovingiens autour de l'église.

### Héraldique
|  | Les armoiries de Châtillon-sur-Cher se blasonnent ainsi : D'argent chargé à dextre du chef et à senestre de la pointe d'une lettre capitale C de sable ; à senestre du chef d'une rivière alésée d'azur ombrée d'argent et chargée de deux poissons du champ affrontés en fasce ; à dextre de la pointe d'une grappe de raisin de pourpre pamprée de sinople. |

### Personnalités liées à la commune
- Pascal Cribelier, champion de France (vétéran) 2007 sur 800 m en salle, vice-champion du monde (vétéran) 2008 sur 800 m en salle, champion de France (vétéran) sur 400 m en salle 2011, champion de France (vétéran) 400 m en plein air 2012[107].
- Maurice Berlu, (1907-1977), coureur cycliste né à Châtillon.
- Bruno Girard, champion du monde de boxe.
- François Thibault, sapeur-pompier de Paris célèbre pour ses nombreux nombreux sauvetages réalisés en 1868.